# Drapeau du Territoire de la capitale australienne

Le drapeau du Territoire de la capitale australienne

Le drapeau du Territoire de la capitale australienne est le drapeau officiel du Territoire de la capitale australienne, l'un des trois territoires intérieurs de l'Australie. Il a été adopté en 1993.
Le drapeau du Territoire de la capitale australienne diffère des drapeaux officiels des autres États et territoires de l'Australie, puisqu'il ne se base pas sur le Blue Ensign britannique. Il est similaire au drapeau du Territoire du Nord, adopté quelques années plus tôt. Il reprend les couleurs officielles de la ville de Canberra, capitale de l'Australie, que sont le bleu et l'or. Sur le guindant, soit la partie gauche du drapeau, à la couleur de fond bleue, figure  la constellation de la Croix du Sud. Sur le battant de couleur or figurent les armoiries de la ville de Canberra.

## Proposition de modification du drapeau

Modified proposal by Ivo Ostyn, who designed the current ACT Flag

Du Territoire du drapeau a été hissé pour la première fois en 1993, des propositions visant à modifier la conception occasionnellement se produire. Deux propositions notables ont été créés par le concepteur du drapeau, Ivo Ostyn. Ces propositions (dont l'un est en photo), remplacer à la fois les armoiries de Canberra, qui soutient Ostyn être trop complexe pour la conception du pavillon efficace. En outre, Ostyn dit que le blason a été stylisé efficace exigé par le ministre en chef ACT lors de la conception, et a abouti à un « drapeau sous-standard »,.